# Kurichikkara
Kurichikkara es una ciudad censal situada en el distrito de Thrissur en el estado de Kerala (India). Su población es de 4081 habitantes (2011).

## Demografía
Según el censo de 2011 la población de Kurichikkara era de 4081 habitantes, de los cuales 1993 eran hombres y 2088 eran mujeres. Kurichikkara tiene una tasa media de alfabetización del 95,72%, superior a la media estatal del 94%: la alfabetización masculina es del 97,40%, y la alfabetización femenina del 94,40%.